# Tetris DS
Tetris DS è un videogioco della linea Touch! Generations per Nintendo DS sviluppato e prodotto da Nintendo. THQ annunciò Tetris DS prima dell'E3 2005, ed era stato messo in programma per fare la sua presenza allo show. Tuttavia, la compagnia decise di cancellare il gioco, e Nintendo ha pubblicato il proprio Tetris DS nel marzo 2006 Il gioco supporta una modalità multigiocatore fino a dieci giocatori con una sola cartuccia di gioco in modalità wireless, e fino a quattro giocatori sfruttando la Nintendo Wi-Fi Connection.
Tetris DS si avvale di numerose nuove modalità di gioco, ognuna con una colonna sonora Nintendo. Queste colonne sonore sono quella di Super Mario Bros., The Legend of Zelda, Metroid, Balloon Fight, Donkey Kong e Yoshi's Cookie.